# Colibrí crestat
El colibrí crestat (Orthorhyncus cristatus) és una espècie d'ocell de la subfamília dels troquilins (Trochilinae) dins la família dels troquílids (Trochilidae) i única espècie del gènere Orthorhyncus (Lacépède, 1799).